# Журавель Василь Євгенович
Василь Євгенович Журавель (нар. 2 січня 1930, село Старокозаче, Румунія, тепер Білгород-Дністровського району Одеської області — 8 вересня 2017, село Старокозаче Білгород-Дністровського району Одеської області) — український радянський діяч, комбайнер колгоспу імені ХХІ з'їзду КПРС Білгород-Дністровського району Одеської області, Герой Соціалістичної Праці (8.12.1973). Депутат Верховної Ради УРСР 11-го скликання.

## Біографія
Народився в селянській родині. Освіта середня.
З 1947 року — колгоспник колгоспу «Червоний Жовтень» Ізмаїльської області. У 1948 році закінчив курси трактористів і почав працювати помічником тракториста, трактористом, комбайнером в тракторній бригаді Старокозачої машинно-тракторної станції (МТС) Ізмаїльської області.
З 1958 року — комбайнер колгоспу імені ХХІ з'їзду КПРС села Старокозаче Білгород-Дністровського району Одеської області.
Член КПРС з 1975 року.
З 1997 року — на пенсії в селі Старокозаче Білгород-Дністровського району Одеської області.

## Нагороди
- Герой Соціалістичної Праці (8.12.1973)
- орден Леніна (8.12.1973)
- орден Трудового Червоного Прапора (23.06.1966)
- орден Знак Пошани (12.04.1979)
- медалі